# بئو گرت
بئو گرت (به انگلیسی: Beau Garrett) (زاده ۲۸ دسامبر ۱۹۸۲) بازیگر و مدل آمریکایی است. از فیلم‌هایی که او در آن بازی کرده‌است، می‌توان به ساقدوش، دکتر خوب و گردشگران اشاره‌کرد.